# Pachyschelus consobrinus
Pachyschelus consobrinus es una especie de escarabajo joya del género Pachyschelus, familia Buprestidae. Fue descrita científicamente por Thomson en 1879.